# Traffico di armi

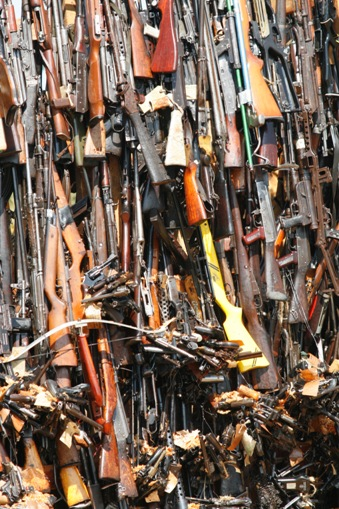
Una catasta di armi confiscate e destinate ad essere distrutte a Nairobi, Kenya, marzo 2007.

Il traffico di armi è il commercio illecito e il contrabbando di armi da fuoco leggere, esplosivi e munizioni, che costituisce una parte di una vasta gamma di attività illegali spesso associate alle organizzazioni criminali transnazionali. Il commercio illegale di armi leggere, a differenza di altre materie del crimine organizzato, è più strettamente legato al controllo del potere nelle comunità piuttosto che al guadagno economico. Studiosi stimano che le transazioni che coinvolgono armi illegali ammontano a più di un miliardo di dollari all'anno.
Per tenere traccia delle importazioni e esportazioni di molte tra le più pericolose categorie di armamenti, le Nazioni Unite, nel 1991, crearono una Registro per le armi convenzionali. Tuttavia, la partecipazione non è obbligatoria, per cui mancano dati esaustivi in regioni fuori dall'Europa. L'Africa, a causa di una prevalenza di funzionari corrotti e di normative commerciali scarsamente applicate, è una regione dove si trova un'intensa attività di armi illegali. In una risoluzione per complementare il Registro con obblighi giuridicamente vincolanti, fu incorporato nella Convenzione ONU sulla criminalità organizzata transnazionale un Protocollo delle armi da fuoco, che richiede agli Stati di migliorare i sistemi di controllo del traffico di munizioni e armi da fuoco.
Il rapporto del 1999 del gruppo di esperti governativi delle Nazioni Unite sulle armi leggere fornisce una definizione più raffinata e precisa, ormai accettata a livello internazionale. Si distingue tra armi di piccolo calibro (rivoltella e pistola semiautomatica, fucile e carabina, mitragliatrice, fucile d'assalto e mitragliatrice leggera), che sono armi destinate all'uso personale, e armi leggere (mitragliatrice pesante, lanciagranate portatili sottocanna e montati, cannoni antiaerei portatili, cannoni senza rinculo, lanciatori portatili di sistemi missili antiaerei e mortai di calibro inferiore a 100 mm), progettati per essere utilizzati da più persone in servizio come unità. Anche le munizioni e gli esplosivi sono parte integrante delle armi leggere e di piccolo calibro utilizzate nei conflitti.

## Normativa nel mondo

### ONU
A livello internazionale, il traffico è vietato ai sensi della Convenzione delle Nazioni Unite contro la criminalità organizzata transnazionale firmata a Palermo nel 2000; disposizioni in materia sono previste da un apposito protocollo aggiuntivo alla medesima.

### Italia
La legge 9 luglio 1990, n. 185 impedisce la vendita di armi a Stati del mondo che non rispettino i diritti umani. Successivamente, il 27 luglio 2000, l'Italia ha aderito alla Convenzione delle Nazioni Unite contro la criminalità organizzata transnazionale.

## Impatto

### Aree
Sebbene il traffico di armi sia diffuso nelle regioni di turbolenza politica, non si limita a tali aree e, ad esempio, nell’Asia meridionale, si stima che 63 milioni di armi siano state trafficate in India e Pakistan.
La repressione del traffico d'armi è uno dei settori di interesse nel contesto del diritto internazionale. Nelle Nazioni Unite, c’è stato un ampio sostegno all’attuazione della legislazione internazionale per prevenire il traffico di armi, tuttavia, è stata difficile da implementare, a causa di molti fattori diversi che consentono il traffico di armi.
Negli Stati Uniti, il termine "Iron Pipeline" è talvolta usato per descrivere l'Interstate 95 e le sue autostrade di collegamento come un corridoio per il traffico di armi nell'area metropolitana di New York City.

### Stati Uniti

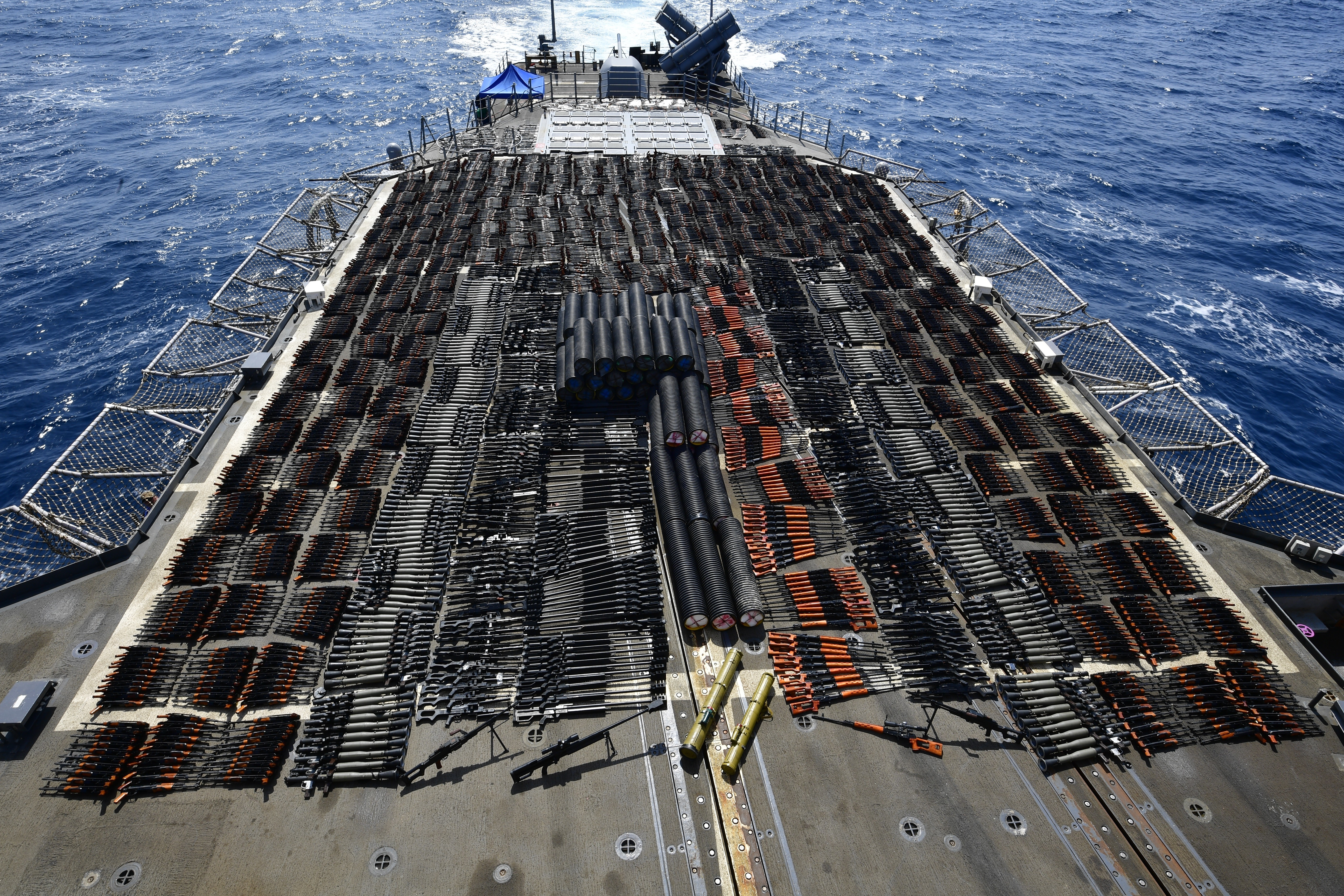
Armi di piccolo calibro e leggere trafficate illegalmente sequestrate dalla Quinta Flotta degli Stati Uniti, maggio 2021.

Durante la guerra civile americana (1861-1865), la Confederazione non aveva la capacità finanziaria e produttiva per dichiarare guerra al Nord prospero e industriale. La Marina dell'Unione stava imponendo il blocco lungo 3.500 miglia di costa nel sud-est e nel Golfo del Messico per impedire il contrabbando di qualsiasi materiale da o verso il sud. Per aumentare il proprio arsenale, la Confederazione considerava la Gran Bretagna una delle principali fonti di armi. Mercanti e banchieri britannici finanziarono l'acquisto di armi e la costruzione di navi adibite a corridori di blocco che in seguito trasportarono rifornimenti bellici diretti ai porti meridionali. Le figure principali di questi atti furono gli agenti stranieri confederati James Dunwoody Bulloch e Charles K. Prioleau e Fraser, Trenholm and Co. con sede a Liverpool, Inghilterra e commercianti a Glasgow, Scozia. Il contrabbando di armi nel sud da parte dei corridori del blocco che trasportavano rifornimenti britannici fu facilmente facilitato utilizzando i porti delle colonie britanniche del Canada e delle Bahamas, dove la Marina dell'Unione non poteva entrare. Una pubblicazione britannica del 1862 riassumeva il coinvolgimento del paese nell'esecuzione del blocco:
Decine e decine dei migliori e più veloci piroscafi e navi britannici, carichi di materiale bellico britannico di ogni tipo, cannoni, fucili a centinaia di migliaia, polvere da sparo a migliaia di tonnellate, pallini, proiettili, cartucce, spade, ecc., con carichi su carichi di vestiti, stivali, scarpe, coperte, medicinali e vettovaglie di ogni genere, tutti pagati con denaro britannico, ad esclusivo rischio degli avventurieri britannici, ben assicurati dai Lloyds e sotto la protezione della bandiera britannica, sono stati spediti attraverso l'oceano agli insorti tramite l'agenzia britannica. 
Si stima che i Confederati abbiano ricevuto migliaia di tonnellate di polvere da sparo, mezzo milione di fucili e diverse centinaia di cannoni dai corridori britannici del blocco. Di conseguenza, a causa del blocco operato dalla Gran Bretagna, la guerra fu intensificata di due anni in cui furono uccisi altri 400.000 soldati e civili da entrambe le parti. Secondo la legge statunitense e l'articolo 10 del trattato di estradizione tra Stati Uniti e Regno Unito del 1842 (Trattato Webster-Ashburton) dell'epoca, il presidente Abraham Lincoln aveva il potere di perseguire i trafficanti di armi (americani e stranieri allo stesso modo) e di richiedere alla Gran Bretagna di consegnare i suoi trafficanti d'armi coinvolti nella "pirateria", ma l'ambasciatore britannico negli Stati Uniti, Lord Lyons, minacciò ritorsioni nel caso in cui i contrabbandieri britannici fossero stati perseguiti penalmente. Di conseguenza, Lincoln fu costretto a rilasciare i contrabbandieri britannici catturati invece di perseguirli per evitare una ricaduta diplomatica, una mossa che portò l'equipaggio liberato a unirsi a un'altra spedizione di blocco.

Ulysses S. Grant III, presidente del Centenario della Guerra Civile Americana nel 1961, osservò ad esempio:
Tra il 26 ottobre 1864 e il gennaio 1865 furono ancora possibili 8.632.000 libbre di carne, 1.507.000 libbre di piombo, 1.933.000 libbre di salnitro, 546.000 paia di scarpe, 316.000 coperte, mezzo milione di libbre di caffè, 69.000 fucili, e 43 cannoni per eseguire il blocco solo nel porto di Wilmington, mentre veniva esportato cotone sufficiente a pagare questi acquisti. È evidente che i corridori del blocco hanno dato un contributo importante allo sforzo confederato di proseguire. 

### Messico
Durante la rivoluzione messicana, il traffico di armi in Messico raggiunse livelli dilaganti con la maggior parte delle armi contrabbandate dagli Stati Uniti. Poiché il Messico non produceva armi proprie, l'acquisizione di armi e munizioni era una delle principali preoccupazioni dei vari ribelli, intenti alla rivoluzione armata. Secondo la legge americana dell'epoca, i contrabbandieri di armi in Messico potevano essere perseguiti solo se qualcuno veniva sorpreso in flagranza di reato mentre attraversava il confine poiché il semplice acquisto di armi con l'intenzione di entrare in Messico non era un reato penale. Data la lunghezza e il terreno spesso accidentato del confine americano-messicano, il servizio di frontiera americano, a corto di personale, semplicemente non poteva fermare il massiccio traffico di armi in Messico.
Nel periodo tra il febbraio 1913 e il febbraio 1914, il presidente Woodrow Wilson impose un embargo sulle armi ad entrambe le parti della guerra civile messicana, e solo nel febbraio 1914 l'embargo sulla vendita di armi ai ribelli costituzionalisti fu revocato. Nonostante l'embargo, ci fu un forte traffico di armi in Messico, come testimoniano le lamentele di un funzionario americano nel 1913: "le nostre città di confine sono praticamente i loro depositi di commissariati e quartiermastri". Le armi da fuoco furono introdotte clandestinamente in Messico tramite barili, bare e doppi fondi di automobili. Il generale Huerta evitò l'embargo americano sulle armi acquistandole dalla Germania.

### Africa

#### Conflitti in Liberia e Sierra Leone
La guerra civile in Sierra Leone è durata dal 1991 al 2002 e ha provocato la morte di 75.000 persone. Il traffico d'armi ha svolto un ruolo significativo in questo conflitto. Armi di tutti i tipi furono spedite dall'estero a tutte le parti sia della Sierra Leone che della Liberia. Questi includevano armi leggere, come pistole, fucili d'assalto, granate, M18A1 Claymore, coltelli, machete, ecc. Sono state utilizzate anche armi più grandi come missili, mitragliatrici leggere, mortai, missili anticarro, carri armati e aerei. Durante questo periodo nella vicina Liberia era in corso una guerra civile. Le guerre civili liberiane hanno avuto luogo dal 1989 al 1997. La guerra era tra il governo esistente e il Fronte patriottico nazionale. Il leader del Fronte patriottico nazionale della Liberia, Charles Taylor, ha contribuito a creare il Fronte Unito Rivoluzionario (RUF) in Sierra Leone. Taylor è stato il destinatario di migliaia di armi trafficate illegalmente dall'Europa orientale (principalmente Ucraina). Taylor ha poi venduto alcune di queste armi al RUF in cambio di diamanti. Il presidente del Burkina Faso, Blaise Compaoré, "ha facilitato direttamente il commercio di armi in cambio di diamanti" della Liberia e della Sierra Leone. Compaoré darebbe le armi a Taylor, che poi le venderebbe al RUF in cambio di diamanti. Questi diamanti insanguinati sarebbero poi stati rivenduti a Compaoré per altre armi. Lo scambio ciclico ha consentito a Compaoré di negare l'invio diretto di armi alla Sierra Leone.
Il governo liberiano ha ricevuto armi attraverso un'elaborata compagnia di copertura in Guinea. Le armi dovevano essere spedite (legalmente) dall'Uganda alla Slovacchia. Tuttavia, furono dirottate in Guinea come parte di "un elaborato esca e scambio". Inoltre il governo britannico "ha incoraggiato Sandline International, una società di sicurezza privata ed entità non statale, a fornire armi e munizioni alle forze fedeli al governo in esilio del presidente Kabbah". Sandline ha trasportato 35 tonnellate di armi dalla Bulgaria alle forze di Kabbah.

#### La guerra civile nel Sudan del Sud
Da quando iniziò la guerra civile in Sudan del Sud nel dicembre 2013, il traffico di armi in quella nazione ha raggiunse livelli dilaganti. Poiché il Sudan del Sud non aveva quasi alcuna elettricità e nessuna produzione, entrambe le parti dipendevano interamente dall’acquisto di armi dall’estero per combattere la loro guerra. Il presidente Salva Kiir Mayardit ha utilizzato reti oscure di trafficanti di armi provenienti da Cina, Uganda, Israele, Egitto e Ucraina per armare le sue forze. Mentre le compagnie petrolifere pagavano l’affitto per le loro concessioni in Sudan del Sud, il governo poteva permettersi di acquistare armi su larga scala. Nel giugno 2014, il Servizio di sicurezza nazionale del governo ha firmato un accordo del valore di 264 milioni di dollari con una società di comodo con sede alle Seychelles per l'acquisto di 30 carri armati, 50.000 fucili d'assalto AK-47 e 20 milioni di proiettili. Il proprietario della società di comodo rimane attualmente sconosciuto. Nel luglio 2014, il produttore cinese di armi Norinco ha consegnato al Sudan del Sud una spedizione di 95.000 fucili d’assalto e 20 milioni di munizioni, fornendo proiettili sufficienti per uccidere due volte ogni persona in quello Stato. Il trafficante d'armi americano e appaltatore militare privato Erik Prince ha venduto al governo per 43 milioni di dollari tre elicotteri d'attacco Mi-24 e due jet L-39 insieme ai servizi di piloti mercenari ungheresi per l'utilizzo dell'aereo. La maggior parte delle armi fornite al Sudan del Sud dall'Uganda provenivano da Romania, Bulgaria e Slovacchia, tutti paesi membri dell'Unione Europea (UE), e avrebbero dovuto rispettare l'embargo sulle armi imposto dall'UE al Sudan del Sud nel 2011.
Meno si sa sui trafficanti d'armi segreti che riforniscono il ribelle Sudan People's Liberation Movement-in-Opposition (SPLM-IO) guidato da Riek Machar, considerando il fatto che la maggior parte dei trafficanti d'armi sembrava essere europea. Una rara eccezione è stata quella del trafficante d'armi franco-polacco Pierre Dadak, arrestato il 14 luglio 2016 nella sua villa a Ibiza con l'accusa di traffico di armi nel Sudan del Sud. Nella sua villa, il Cuerpo Nacional de Policía spagnolo sostiene di aver trovato documenti che dimostrano che stava trattando per vendere a Machar 40.000 fucili d'assalto AK-47, 30.000 mitragliatrici PKM e 200.000 scatole di munizioni.
Il gruppo di esperti delle Nazioni Unite sul Sudan del Sud in un rapporto del 2017 ha dichiarato: "Rapporti provenienti da fonti indipendenti indicano che le aree di confine tra il Sudan del Sud e il Sudan e l'Uganda rimangono punti chiave di ingresso per le armi, con alcuni rapporti infondati che riportano anche un numero minore di armi che attraversano il Sudan del Sud dalla Repubblica Democratica del Congo. Ci sono anche rapporti persistenti e accuse pubbliche di spedizioni alle forze affiliate alla leadership di Juba da più lontano, in particolare dall'Egitto". Lo stesso rapporto affermava che un aereo da trasporto IL-76 dell'aeronautica ucraina ha volato con due jet L-39 in Uganda il 27 gennaio 2017 nella piena consapevolezza che i jet L-39 erano destinati a proseguire verso il Sudan del Sud, violando così l’embargo sulle armi imposto dall’Ucraina alle vendite di armi al Sudan del Sud. Nel 2018, il Consiglio di sicurezza delle Nazioni Unite ha imposto un embargo mondiale sulle armi al Sudan del Sud, ma l’embargo è stato ampiamente ignorato poiché, nonostante un cessate il fuoco firmato lo stesso anno, entrambe le parti hanno continuato a importare armi su vasta scala, suggerendo che si stavano preparando per un altro periodo di guerra civile.

#### Perché i trafficanti scelgono l'Africa
Kimberly Thachuk e Karen Saunders sostengono che il traffico di armi non è diverso da qualsiasi altra attività illegale nel loro lavoro Under the Radar: Airborne Arms Trafficking Operations in Africa. I trafficanti hanno innanzitutto bisogno di un quartier generale, o di un posto dove basare le loro operazioni. Un quartier generale necessita di diversi aspetti per renderlo un luogo ideale per il traffico di armi. Innanzitutto, la sede dovrebbe disporre di infrastrutture adeguate. Per un traffico di armi ciò includerebbe una pista di atterraggio sia per l'importazione che per l'esportazione. Inoltre, i magazzini sono necessari per "immagazzinare i prodotti in attesa di consegna". Una volta che il prodotto è arrivato ed è stato immagazzinato, deve essere consegnato al cliente, pertanto la sede dovrebbe trovarsi in una posizione centrale vicino a ciascun cliente. Sebbene non sia la ragione principale per cui i trafficanti scelgono l’Africa, essa dispone di una moltitudine di terre non occupate che possono essere utilizzate dai trafficanti, come affermato da Thachuk e Saunders.
Lo spazio fisico è importante, ma sono rilevanti anche i regolamenti di tale spazio. I trafficanti cercano luoghi con funzionari corrotti, dal lato dell'offerta, che possono essere corrotti o ricattati. Ciò consente al trafficante di “eludere i sistemi di regolamentazione e di controllo” messi in atto dal governo. Inoltre, un "sistema finanziario permissivo" è fondamentale affinché le grandi quantità di denaro spostate dal trafficante non siano considerate sospette.
Thachuk e Saunders concludono la loro tesi: un governo stabile e altamente centralizzato è importante. Sottolineano poi che 10 diversi paesi africani hanno leader che sono al potere da più di 20 anni, il che secondo loro soddisfa i criteri di un governo altamente centralizzato e stabile.

### Europa
Dal 1996, i paesi di tutta Europa hanno preso provvedimenti sul traffico di armi. L’Europa è stata nel complesso un grande esportatore di armi illecite, con Regno Unito, Germania e Francia in testa a livello nazionale per la maggior parte delle esportazioni. Le importazioni in Europa dal 2004 al 2013 sono diminuite del 25%, con il Regno Unito che ha importato maggiormente in Europa. Le armi da fuoco importate e scambiate sono generalmente armi leggere e di piccolo calibro (SALW - Small arms and light weapons) rispetto a macchinari di grandi dimensioni, come carri armati e aerei. Le SALW acquistate in Europa tendono ad essere armi di seconda mano, economiche e regolarmente disponibili. Le culture delle armi, come quella tedesca, dove la “pratica culturale data per scontata di portare una pistola” aumenta le SALW illecite perché le armi sono viste come un modo per migliorare la mascolinità e lo status. Nel 2000, l’Organizzazione per la sicurezza e la cooperazione in Europa (OSCE) ha avviato la ricerca di soluzioni regionali e misure di sicurezza per affrontare il problema del traffico di armi da fuoco.

## Valore di mercato globale
Sebbene sia uno dei traffici illegali meno redditizi, il traffico di armi ha fruttato tra 1,7 e 3,5 miliardi di dollari nel 2014, diventando così il nono mercato criminale più grande, valutato tra 1,6 e 2,2 trilioni di dollari.
L'AK-47 è una delle armi più interessanti nel commercio illegale di armi grazie al suo basso costo e alla sua affidabilità. In Iraq, un AK-47 di contrabbando costa tipicamente 150-300 dollari. Nei primi sei mesi dell'invasione dell'Iraq del 2003, l'afflusso di nuove armi abbassò il prezzo dell'AK-47, al punto che l'arma fu venduta a soli 25 dollari, o talvolta a niente. In confronto, gli AK-47 venduti sul Dark Web negli Stati Uniti possono costare fino a 3.600 dollari, poiché il prezzo delle armi illegali aumenta notevolmente in base alla distanza che devono percorrere, a causa del rischio indotto. Il prezzo di un'arma trafficata dagli Stati Uniti al Canada può aumentare del 560% semplicemente attraversando il confine. Le armi contrabbandate all'estero di solito richiedono diversi, brevi viaggi con più compagnie per mascherare il paese di origine e i venditori originali.
Negli Stati Uniti, le bande di motociclisti sono state collegate al traffico di armi. Le forze dell'ordine hanno iniziato a indagare sulle bande di ciclisti alla fine degli anni '90 e hanno iniziato a classificarle come organizzazioni criminali organizzate. Ciò è dovuto principalmente al fatto che sono riusciti a prendere il controllo del mercato della prostituzione e del contrabbando di beni rubati come armi, motociclette e parti di automobili.

## Regolamento
Perseguire i trafficanti e gli intermediari di armi si è rivelato difficile a causa delle lacune presenti nelle leggi nazionali. Nel 2000, il trafficante d'armi israeliano Leonid Minin fu arrestato in Italia per possesso di droga e, mentre scontava la pena, la polizia italiana trovò oltre 1.500 pagine di certificati di utente finale e trasferimenti di denaro falsificati che lo implicavano nel traffico di armi al Fronte Unito Rivoluzionario in Sierra Leone. Minin è stato rilasciato nel dicembre 2002 poiché secondo la legge italiana non poteva essere processato perché le armi da lui vendute non erano mai arrivate in Italia. Inoltre, alcuni trafficanti di armi operano in paesi in cui non possono essere estradati. I trafficanti di armi riescono a sfuggire alla cattura anche a causa della mancanza di cooperazione tra le nazioni, soprattutto in Africa e negli stati ex sovietici.

## Teorie correlate
Nella comunità accademica criminale internazionale, la teoria della scelta razionale è comunemente citata nelle spiegazioni sul motivo per cui gli individui intraprendono e giustificano attività criminali. Secondo Jana Arsovska e Panos Kostakos, eminenti studiosi di criminalità organizzata, le cause del traffico di armi non si basano esclusivamente sulla teoria della scelta razionale ma sono piuttosto più strettamente legate all'intimità delle proprie reti sociali personali nonché alla "percezione dei rischi, degli sforzi e dei benefici derivanti dalla violazione delle leggi penali."

## Cinematografia
- Finché c'è guerra c'è speranza, regia di Alberto Sordi (1974)
- Traffico d'armi nel golfo, regia di Leonardo Cortese (1977)
- Arma letale 3, regia di Richard Donner (1992)
- Lord of War, regia di Andrew Niccol (2005)
- Trafficanti, regia di Todd Phillips (2016)